# Elaeagnus luxiensis
Elaeagnus luxiensis — вид квіткових рослин з родини маслинкових (Elaeagnaceae). Поширення: Китай (південно-західний Юньнань).

## Середовище
Населяє густі ліси; на висотах 1000–1800 метрів.

## Біоморфологічна характеристика
Це прямовисний вічнозелений кущ 2–3 метри заввишки. Гілки товсті, колючки відсутні; старі гілки чорні, без лусок; молоді гілки густо дрібнолускаті. Ніжка листка іржавого кольору, 8–10 мм; листова пластинка еліптична або овально-еліптична, 6–11 × 2.5–4.2 см, знизу з переважно сірими й деякими коричневими лусками, край неглибоко ерозійно-рваний, зверху зі щільними коричневими лусками в молодості, голі в зрілості, бічні жилки 5–8 з кожного боку середньої жилки, помітні знизу, основа округла, рідко клиноподібна, край дуже вузько загнутий, верхівка загострена. Квітки часто по 2–5 на коротких, тонких, пазушних пагонах. Квітконіжка 4–6 мм. Чашечка світло-жовта або зеленувато-жовта, зовні з лусками переважно білими, трохи коричневими; трубка широко дзвонова, 8–9 мм; частки овально-трикутні, 4–4.5 мм, всередині рідко-коричневі лускаті. Кістянка ≈ 1.5 × 0.7 см, густо-коричнева луската. Цвітіння: грудень — лютий; плодіння: квітень і травень.